# ほどけた靴ひも
「ほどけた靴ひも」（ほどけたくつひも）は、1976年3月21日にCBS・ソニー（現：ソニー・ミュージックレーベルズ）から発売された豊川誕の4枚目のシングルである。

## 概要
レコーディング日は同年2月17日。 A面曲は、雑誌『月刊明星』（1976年1月号）にて原案を一般公募し、入選した原案に安井かずみが詞を付けたもの。

## 収録曲
- 両曲、作詞:安井かずみ、作曲:中村泰士、編曲:森川賢一郎

1. ほどけた靴ひも [2:42]
2. 早春 [3:18]